# Codex Augiensis
Der Codex Augiensis (Gregory-Aland no. Fp oder 010) ist eine griechisch-lateinische Unziale der Paulusbriefe, welche auf das 9. Jahrhundert datiert wird. Die Handschrift ist nicht vollständig. Die Handschrift trägt ihren Namen von Monasterium Augiensis, dem lateinischen Namen für das Kloster Reichenau.

## Beschreibung
Der Codex besteht aus 136 beschriebenen Pergamentblättern (23 auf 19 cm); allerdings fehlen dem Codex einige Teile der Paulusbriefe (Röm 1:1–3:19, 1 Kor 3:8–16, 6:7–14, Kol 2:1–8, Phil 21–25, Hebräerbrief).
Es bestehen Ähnlichkeiten zum Codex Boernerianus und zum Codex Claromontanus.
Die Blätter werden im Trinity College in Cambridge unter der Katalognummer B. XVII. 1 aufbewahrt. Ein Schreiber, vermutlich sogar die erste Hand, setzte an einer Stelle ein deutsches Wort über ein griechisches, was die Herkunft aus dem deutschsprachigen Raum erhärtet. Der Codex wurde 1718 von Richard Bentley für 250 holländische Gulden gekauft.
Der griechische Text des Codex repräsentiert den westlichen Texttyp. Er wird der Kategorie II zugeordnet.